# 天主教佩夏教區
天主教佩夏教區（拉丁語：Dioecesis Pisciensis）是天主教會在義大利的一個教區。屬比薩總教區。

## 歷史
傳統上認為佩夏地區是由伯多祿的弟子盧卡的聖博嵐開教的，但遲至1519年4月15日才成立教區，直轄於聖座。1856年8月1日改屬比薩總教區。

## 現況
教區位於皮斯托亞省、佛羅倫斯省和盧卡省交界。2004年有教友105,093人，佔轄區總人口95.9%。教區下轄四十一個堂區，有七十一名司鐸。現任教區主教為若望·德維沃。